# Nanga Parbat (film)
Nanga Parbat è un film del 2010 diretto da Joseph Vilsmaier.
Il film racconta della spedizione tedesca del 1970 al Nanga Parbat, durante la quale i fratelli altoatesini Reinhold e Günther Messner riuscirono a conquistare la vetta salendo per la prima volta dal versante meridionale, lungo l'inviolata parete Rupal, in stile alpino e senza l'ausilio dell'ossigeno.

## Trama
Il film si apre con un flashback che mostra i due  fratelli Reinhold e Günther Messner, durante un'arrampicata estrema, preludio alla spedizione che segnerà la loro vita. Anni dopo, a Monaco, il 24 settembre 1970, il dottor Karl Maria Herrligkoffer, capo della spedizione, presenta alla stampa i dettagli della scalata al Nanga Parbat, la "montagna nuda" situata nella regione del Gilgit-Baltistan, in Pakistan. Durante la conferenza, Reinhold Messner fa irruzione nella sala stampa e rimane sconvolto dalle accuse rivoltegli da Herrligkoffer riguardo la scomparsa del fratello e racconta la propria versione di quanto accaduto. Il racconto torna allora all'infanzia dei fratelli nel paese di San Pietro in Val di Funes, dove iniziano ad amare la montagna. La loro passione per l’alpinismo nasce presto, alimentata dalla vista mozzafiato delle cime locali e da un sogno comune: conquistare il Nanga Parbat.
Da giovani, i due entrano in contatto con Herrligkoffer, esperto organizzatore di spedizioni, e decidono di unirsi a una spedizione tedesca. Iniziano così un lungo viaggio che li porta a Rawalpindi e poi ai piedi della montagna. A Rupal Flank, il campo base, quattro alpinisti – tra cui Reinhold e Günther – si preparano alla scalata. Le condizioni meteorologiche sono avverse ma Reinhold (Florian Stetter), spinto dalla determinazione, prosegue verso la vetta insieme al fratello. Nonostante il freddo estremo e la scarsità di viveri, riescono a raggiungere la cima. Ma la discesa si rivela drammatica: Günther, stremato e ferito, peggiora. I due tentano di scendere dal versante del Diamir ma vengono sorpresi da un’improvvisa valanga. Da qui, la narrazione segue la straziante lotta di Reinhold per sopravvivere e tornare al campo, mentre la squadra, ignara, fa ritorno in Germania. Il film alterna momenti intimi e riflessivi a scene di forte tensione fisica e psicologica, costruendo un dramma umano intenso e profondo, senza mai rivelare completamente la verità su quanto accaduto a quelle altezze.